# U-Bahn-Station Arsenal
Arsenal is een toekomstig metrostation in het district Favoriten van de Oostenrijkse hoofdstad Wenen.